# دنیاگیری کووید-۱۹ در نپال
دنیاگیری کووید-۱۹ در نپال بخشی از دنیاگیری بیماری کروناویروس ۲۰۱۹ در جهان است. اولین مورد تأیید شده در نپال در ۹ ژانویه ۲۰۲۰ در بخش کاتماندو اعلام شد.